# Hồng Quốc Vinh
Hồng Quốc Vinh (Hanja:洪國榮, Hanja:홍국영, Hong Guk-yeong)(1748-1781) là 1 vị quan nổi tiếng của nhà Triều Tiên và là cánh tay phải của Triều Tiên Chính Tổ.

## Cuộc đời
Hồng Quốc Vinh là con một vị quan nhỏ dưới thời vua Triều Tiên Anh Tổ. Vì vậy, theo lệ "thế tập", ông cũng được bổ làm quan như cha mình. Do trung thành với Triều Tiên Chính Tổ từ khi còn là Thế tử nên Hồng đã bị một số quan lại thuộc phái Lão luận (phái chống lại Triều Tiên Chính Tổ) chèn ép đến mức phải từ quan về ẩn dật (1773-1775). Sau 3 năm đó ông đã được sự tính nhiệm của vua Anh Tổ cho làm chức Tổng Thanh tra. Lý do được tính nhiệm là vì vua Anh Tổ muốn tìm hiểu và trừng trị những người có mưu ám sát Thế tử. Khi còn đương chức Hồng Quốc Vinh đã giúp đỡ rất nhiều trong việc đăng cơ của Triều Tiên Chính Tổ, ông đã đóng góp rất nhiều công lao trong việc củng cố vương vị của nhà vua và trấn áp sự chống đối của các quan lại phái Lão luận. Người em gái của ông, Nguyên tần họ Hồng (1766-1779) đã được vua Chính Tổ tuyển làm phi tần, tuy nhiên bà qua đời chỉ một năm sau khi thụ phong.
Tuy nhiên, Hồng Quốc Vinh cũng là 1 người có tham vọng lớn về quyền lực, mặc dù tham vọng đó chỉ nhằm để giúp đỡ cho chủ nhân mình (Triều Tiên Chính Tổ) nói riêng và cho nhà Triều Tiên nói chung. Sự lộng quyền của Hồng Quốc Vinh và tội âm mưu phản nghịch ám hại Hiếu Ý vương hậu đã buộc vua Chính Tổ phải xuống lệnh lưu đày ông ra khỏi kinh đô.

## Trong văn hoá đại chúng
- Thể hiện bởi Kim Sang-kyung trong bộ phim truyền hình của đài MBC sản xuất năm 2001 Hong Guk-yeong.
- Thể hiện bởi Han Sang-jin trong bộ phim truyền hình của đài MBC sản xuất năm 2007–2008 Lee San, Triều đại Chosun.
- Thể hiện bởi Kang Hoon trong bộ phim truyền hình của đài MBC sản xuất năm 2021 Viền đỏ trên tay áo.